# 쇼니 모리쓰네
쇼니 모리쓰네(일본어: 少弐 盛経 しょうに もりつね[*])는 일본 가마쿠라 시대(鎌倉時代) 중기의 무장으로 쇼니씨(少弐氏) 4대 당주이다.

## 생애
쇼니 쓰네스케(少弐経資)의 장남으로 여겨진다. 아버지 쓰네스케의 사망을 전후해 지쿠젠(筑前) ・ 쓰시마(対馬) ・ 이키(壱岐)의 슈고(守護)를 이어받았다. 그러나 무토-쇼니 씨(武藤少弐氏) 3대가 계승해 왔던 지쿠고(筑後) ・ 부젠(豊前) ・ 히젠(肥前) 등의 슈고고쿠(守護国)는 호조 도쿠소(北条得宗) 등의 손에 넘어갔다.
에이닌(永仁) 5년(1297년) 초대 진제이 단다이(鎮西探題)가 된 호조 가네토키(北条兼時)、 호조 도키이에(北条時家)가 규슈(九州)로 부임해 왔다. 진제이 단다이는 지쿠젠의 하카타(博多)에 그 치소가 있었던 것으로 여겨지고 있다. 이후 진제이 단다이는 가마쿠라 막부(鎌倉幕府)가 멸망할 때까지 이어졌다.
모리쓰네는 외부로는 몽골의 3차 침공에 대비해야 했고 또 안으로는 호조 씨의 지배가 차츰 강화되어 기존의 쇼니 씨가 지니고 있던 권력이 쇠퇴해 가던 시대의 고난의 시작과도 같은 인물이었다.
도쿠지(徳治) 3년(1308년) 1월 25일에 52세(또는 55세)로 가마쿠라(鎌倉)에서 세상을 떠났다.

## 참고 문헌
- 西ヶ谷恭弘『国別守護・戦国大名事典』1998年
- 渡辺文吉『武藤少弐興亡史』 海鳥社、1989年

| 전임 쇼니 쓰네스케 | 제4대 쇼니씨 당주 | 후임 쇼니 사다쓰네 |